# Vendsyssel Teater
Vendsyssel Teater er et teater i Hjørring i Vendsyssel, og det er dermed Danmarks nordligst beliggende egnsteater. Det blev etableret i 1984, og teatret producerer 3-5 forestillinger og præsenterer desuden en række gæstespil - herunder børne- og ungdomsforestillinger. Teatret er tillige involveret i teaterturnéer.

## Historie
Vendsyssel Teater blev etableret i 1984, men frem til 1994 havde man ingen fast scene, og rejste i stedet rundt i landet. Herefter fik man fast spillested på den ombyggede Vestre Skole i Hjørring. Fra 1996 til 2000 var Kasper Wilton leder af teatret. I 2005 blev Peter Schrøder teaterdirektør for Vendsyssel Teater, og stoppede som kunstnerisk leder ved udgangen af 2017 - han var ligeledes hovedaktør i planlægninger og udarbejdelsen af den nye teaterbygning.
I marts 2015 begyndte man på opførslen af en ny teaterbygning med fire sale. Byggeriet kostede 180 mio. kr, hvilket bl.a. blev betalt af Realdania og Hjørring Kommune og det var første gang i 100 år, at man havde opført et nyt teater i provinsen. Bygningen stod færdig til indvielse d. 15. januar 2017, hvor samtlige af de 3.000 billetter til åbningen var udsolgt. Præmiereforestillingen var Niels Klims underjordiske Rejse
I januar 2020 blev Vendsyssel Teater udnævnt til 'et regionalt kraftcenter', hvor det hidtil var et egnsteater. Det betyder, at teatret nu er på finansloven.

## Skuespillere og teaterdirektører
Mange kendte skuespillere har været på scenen hos Vendsyssel Teater, heriblandt: Osvald Helmuth, Lue Støvelbæk, Jørgen Bing, Preben Kristensen.

### Teaterdirektører gennem tiden
- Helge Reinhardt (1984-1993)
- Ditte Maria Bjerg (1993 – 1996)
- Kasper Wilton (1996 – 2000)
- Jørgen Bing (2000 – 2003)
- Giacomo Campeotto (2003 – 2005)
- Peter Schrøder (2005 – 2017)
- Lars Sennels (2013 – 2023)
- Rolf Heim (2023 -)

## Eksterne links
- Teatrets hjemmeside

| Kunst og kultur | Spire Denne artikel om scenekunst og teater er en spire som bør udbygges. Du er velkommen til at hjælpe Wikipedia ved at udvide den. |

|  | Denne artikel om en bygning eller et bygningsværk kan blive bedre, hvis der indsættes et (bedre) billede. Du kan hjælpe ved at afsøge Wikimedia Commons for et passende billede eller lægge et op på Wikimedia Commons med en af de tilladte licenser og indsætte det i artiklen. |

57°27′26″N 9°59′15″Ø / 57.4571°N 9.9875°Ø